# Liga Femenina 2 de baloncesto 2022-23
La Liga Femenina 2 de baloncesto 2022-23, fue la 22.ª temporada de la tercera máxima competición de clubes femeninos de baloncesto en España organizada por la Federación Española de Baloncesto.

## Formato
En esta temporada participaron 27 equipos divididos en dos grupos (13 en el A y 14 en el B).
La competición se dividió en dos partes, liga regular y fase final.
En la liga regular los equipos de cada grupo jugaron todos contra todos en partidos de ida/vuelta en 24 y 26 jornadas en los grupos A y B respectivamente.
En la fase final, los cuatro primeros de cada grupo tras finalizar la liga regular, se dividieron en dos grupos de cuatro equipos, dos del grupo A y 2 del grupo B según el orden de clasificación. La fase final se disputó en sede única, con liga regular a una sola vuelta, todos contra todos, dentro de cada grupo. En las semifinales jugaron el 1.º de cada grupo contra el 2.º del otro, los dos vencedores ascendieron a la Liga Femenina Challenge.
Los dos últimos del Grupo A y los tres últimos del Grupo B en la liga regular descendieron a cada correspondiente división de la Primera Nacional Femenina.

## Clubs participantes
Un total de 27 equipos compitieron en la liga, 18 equipos de la temporada 21-22, 7 equipos ascendidos de Primera División Nacional Femenina y 2 equipos descendidos de la Liga Femenina Challenge 2021-22. El equipo Raca Granada también descendido de la liga Femenina Challenge, como se especifica en el cuadro siguiente, comenzó la liga pero se retiró por problemas económicos después de una pocas jornadas transcurridas. Sus resultados fueron anulados quedando el Grupo A en 13 equipos.  

### Grupo A

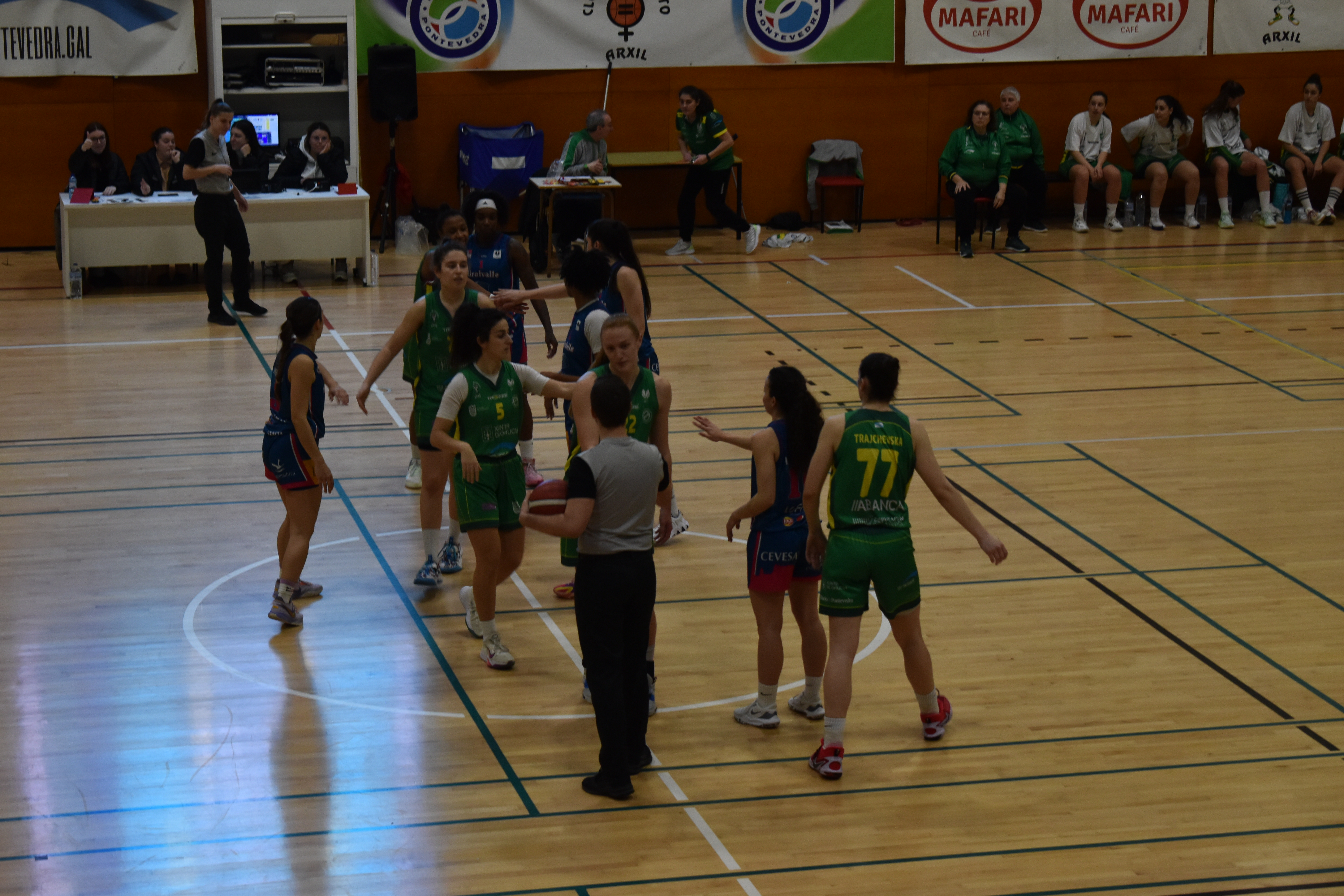
Partido Arxil - Miralvalle.

| Club                                    | Pabellón                            | Ciudad                |
| --------------------------------------- | ----------------------------------- | --------------------- |
| Hierros Díaz Miralvalle                 | Ciudad Deportiva de Plasencia       | Plasencia             |
| Tirso Incentro                          | Palacio de los Deportes             | Santander             |
| C. B. Arxil                             | Estadio de la Juventud              | Pontevedra            |
| Unicaja Mijas                           | Los Guindos                         | Málaga                |
| Mariscos Antón Cortegada                | Municipal Fontecarmoa               | Villagarcía de Arosa  |
| Bosonit Unibasket                       | Palacio de los Deportes de La Rioja | Logroño               |
| Ingenia Solar Energy Costa de Almería   | Moisés Ruiz                         | Almería               |
| HGB Ausarta Barakaldo EST               | Polideportivo Lasesarre             | Baracaldo             |
| Baloncesto Femenino León                | Palacio Municipal de los Deportes   | León                  |
| Magec Tías Contra Violencia Género      | Municipal de Tías                   | Tías                  |
| Gardenstore Baloncesto Sevilla Femenino | Centro Deportivo Amate              | Sevilla               |
| Maristas Coruña                         | Colexio Maristas                    | La Coruña             |
| CB Aridane                              | Severo Rodríguez                    | Los Llanos de Aridane |
| Raca Granada (Retirado)                 | Palacio de los Deportes             | Granada               |

(  Ascensos/Descensos de la temporada anterior 2021-22)

### Grupo B
| Club                                   | Pabellón                     | Ciudad                |
| -------------------------------------- | ---------------------------- | --------------------- |
| Fustecma NBF Castelló                  | Municipal Grapa              | Castellón             |
| Homs - U.E. Mataró Femení Maresme      | Pavelló d'Esports Josep Mora | Mataró                |
| Segle XXI                              | Direcció General de L'Esport | Esplugas de Llobregat |
| Unilever Viladecans BF                 | Atrium Viladecans            | Viladecans            |
| Azul Marino Viajes Mallorca Sant Josep | Municapal Toni Pizá          | Palma                 |
| Advisoria Boet Mataró                  | Poliesportiu Valldemia       | Mataró                |
| Basket Almeda                          | Almeda                       | Cornellá de Llobregat |
| Elite Sport CB Lleida                  | Barris Nord                  | Lérida                |
| GEiEG                                  | LLuís Bachs                  | Gerona                |
| Intergraf CB Grup Barna                | Nau Clot                     | Barcelona             |
| Promoviatges CBF Cerdanyola            | Pem Guiera                   | Cerdanyola            |
| Sertrans Femení Sant Adrià             | Municipal Marina Besós       | San Adria de Besos    |
| Aranguren Mutilbasket                  | Polideportivo UPNA           | Pamplona              |
| Anagan-El Olivar                       | Polideportivo E.M. El Olivar | Zaragoza              |

(  Ascensos/Descensos de la temporada anterior 2021-22)

## Liga regular

### Grupo A
|                                                                     | Equipo                                | Puntos | J  | G  | P  | PF   | PC   | DP   |
| ------------------------------------------------------------------- | ------------------------------------- | ------ | -- | -- | -- | ---- | ---- | ---- |
| 1                                                                   | Hierros Díaz Miralvalle               | 43     | 24 | 19 | 5  | 1618 | 1488 | 130  |
| 2                                                                   | Ingenia Solar Energy Costa de Almería | 42     | 24 | 18 | 6  | 1526 | 1355 | 171  |
| 3                                                                   | Tirso Incentro                        | 41     | 24 | 17 | 7  | 1637 | 1454 | 183  |
| 4                                                                   | Unicaja Mijas                         | 39     | 24 | 15 | 9  | 1576 | 1451 | 125  |
| 5                                                                   | C. B. Arxil                           | 38     | 24 | 14 | 10 | 1594 | 1430 | 164  |
| 6                                                                   | Bosonit Unibasket                     | 36     | 24 | 12 | 12 | 1498 | 1500 | -2   |
| 7                                                                   | Mariscos Antón Cortegada              | 35     | 24 | 11 | 13 | 1302 | 1308 | -6   |
| 8                                                                   | BF León                               | 34     | 24 | 10 | 14 | 1497 | 1506 | -9   |
| 9                                                                   | Magec Tías Contra Violencia Género    | 34     | 24 | 10 | 14 | 1366 | 1488 | -122 |
| 10                                                                  | Gardenstore Baloncesto Sevilla        | 33     | 24 | 9  | 15 | 1516 | 1513 | 3    |
| 11                                                                  | HGB Ausarta Barakaldo EST             | 33     | 24 | 9  | 15 | 1505 | 1560 | -55  |
| 12                                                                  | Maristas Coruña                       | 33     | 24 | 9  | 15 | 1550 | 1657 | -107 |
| 13                                                                  | CB Aridane                            | 27     | 24 | 3  | 21 | 1164 | 1639 | -475 |
| Fuente: Federación Española de Baloncesto; actualización automática |                                       |        |    |    |    |      |      |      |

### Grupo B
|                                                                     | Equipo                                 | Puntos | J  | G  | P  | PF   | PC   | DP   |
| ------------------------------------------------------------------- | -------------------------------------- | ------ | -- | -- | -- | ---- | ---- | ---- |
| 1                                                                   | Segle XXI                              | 47     | 26 | 21 | 5  | 1714 | 1452 | 262  |
| 2                                                                   | Fustecma NBF Castelló                  | 47     | 26 | 21 | 5  | 1678 | 1337 | 341  |
| 3                                                                   | Unilever Viladecans BF                 | 46     | 26 | 20 | 6  | 1625 | 1435 | 190  |
| 4                                                                   | Azul Marino Viajes Mallorca Sant Josep | 45     | 26 | 19 | 7  | 1575 | 1364 | 211  |
| 5                                                                   | Advisoria Boet Mataró                  | 43     | 26 | 17 | 9  | 1601 | 1487 | 114  |
| 6                                                                   | Homs-U.E. Mataró-Femení Maresme        | 40     | 26 | 14 | 12 | 1522 | 1473 | 49   |
| 7                                                                   | Basket Almeda                          | 39     | 26 | 13 | 13 | 1327 | 1363 | -36  |
| 8                                                                   | Elite Sport CB Lleida                  | 38     | 26 | 12 | 14 | 1614 | 1628 | -14  |
| 9                                                                   | GEiEG                                  | 37     | 26 | 11 | 15 | 1422 | 1476 | -54  |
| 10                                                                  | Intergraf CB Grup Barna                | 37     | 26 | 11 | 15 | 1563 | 1568 | -5   |
| 11                                                                  | Aranguren Mutilbasket                  | 34     | 26 | 8  | 18 | 1420 | 1612 | -192 |
| 12                                                                  | Sertrans Femení Sant Adrià             | 33     | 26 | 7  | 19 | 1377 | 1531 | -154 |
| 13                                                                  | Promoviatges CBF Cerdanyola            | 32     | 26 | 6  | 20 | 1428 | 1682 | -254 |
| 14                                                                  | Anagan-El Olivar                       | 28     | 26 | 2  | 24 | 1333 | 1791 | -458 |
| Fuente: Federación Española de Baloncesto; actualización automática |                                        |        |    |    |    |      |      |      |

## Fase Final

### Grupo 1
|                                                                     | Equipo                                 | Puntos | J | G | P | PF  | PC  | DP  |
| ------------------------------------------------------------------- | -------------------------------------- | ------ | - | - | - | --- | --- | --- |
| 1                                                                   | Unicaja Mijas                          | 6      | 3 | 3 | 0 | 199 | 180 | 19  |
| 2                                                                   | Azul Marino Viajes Mallorca Sant Josep | 5      | 3 | 2 | 1 | 182 | 180 | 2   |
| 3                                                                   | Unilever Viladecans BF                 | 4      | 3 | 1 | 2 | 154 | 162 | -8  |
| 4                                                                   | Hierros Díaz Miralvalle                | 3      | 3 | 0 | 3 | 175 | 188 | -13 |
| Fuente: Federación Española de Baloncesto; actualización automática |                                        |        |   |   |   |     |     |     |

### Grupo 2
|                                                                     | Equipo                                | Puntos | J | G | P | PF  | PC  | DP  |
| ------------------------------------------------------------------- | ------------------------------------- | ------ | - | - | - | --- | --- | --- |
| 1                                                                   | Ingenia Solar Energy Costa de Almería | 6      | 3 | 3 | 0 | 173 | 148 | 25  |
| 2                                                                   | Advisoria Boet Mataró                 | 5      | 3 | 2 | 1 | 192 | 174 | 18  |
| 3                                                                   | Tirso Incentro                        | 4      | 3 | 1 | 2 | 170 | 189 | -19 |
| 4                                                                   | Fustecma NBF Castelló                 | 3      | 3 | 0 | 3 | 159 | 183 | -24 |
| Fuente: Federación Española de Baloncesto; actualización automática |                                       |        |   |   |   |     |     |     |

### Partidos para el ascenso
| Equipo 1                      | Resultado | Equipo 2              |
| ----------------------------- | --------- | --------------------- |
| Unicaja Mijas                 | 56-54     | Advisoria Boet Mataró |
| Azul Marino Viajes Sant Josep | 58-63     | ISE Costa de Almería  |

## Postemporada
Ascendieron a Liga Femenina Challenge:
- Unicaja Mijas (Subcampeonas).
- Advisoria Boet Mataró (al ocupar la vacante por la renuncia del  Ingenia Solar Energy Costa de Almería).[9]
- Azul Marino Viajes Mallorca Sant Josep (ascendió al intercambiar su plaza con el  Tenerife La Laguna Clarinos).[10]
- (  Ingenia Solar Energy Costa de Almería (Campeonas) renunció al ascenso y tampoco se inscribió en la Liga Femenina 2).[11]

Descendieron de Liga Femenina Challenge:
- Domusa Teknik ISB.
- Tenerife La Laguna Clarinos (descendió al intercambiar su plaza con el  Azul Marino Viajes Mallorca Sant Josep).[10]
- (  Milar Córdoba Baloncesto Femenino renunció a la Liga Femenina 2).[12]

Descendieron a Primera División Fem:
- RACA Granada (se retiró de la competición transcurridas unas jornadas).
- Anagan-El Olivar.
- CB Aridane.
- Promoviatges CBF Cerdanyola.
- Sertrans Femení Sant Adrià.
- (  Maristas Coruña también en posiciones de descenso, mantuvo la categoría al ocupar vacantes).

Renunció a la Liga Femenina 2:
- Tirso Incentro.

Ascendieron desde Primera División Fem:
- Itesal Femenino Alcorcón .
- ADBA Sanfer.
- Ibaizabal.
- Náutico Tenerife ULL.
- CEEB Tordera Unigirona.
- Ponce Ginemédica Valladolid (al ocupar vacantes).
- Azulejos Moncayo Helios (al ocupar vacantes).
- Port Management CB Andratx (al ocupar vacantes).
- (  Distrito Olímpico renunció al ascenso).